# Silicid hořečnatý
Silicid hořečnatý je černá krystalická látka se vzorcem Mg2Si.

## Výroba
Tuto látku lze laboratorně vyrobit reakcí hořčíku a oxidu křemičitého při zahřívání do rudého žáru:

4Mg + SiO2 —t→ 2MgO + Mg2Si

Tato však vzniká směs, která je kontaminovaná a nečistoty nejsou oddělitelné běžnými metodami.

Na výrobu vysoce čistého produktu se používá hydrid hořečnatý a křemík, výroba pak probíhá dle rovnice:

2MgH2 + Si —250 °C→ Mg2Si + 2H2

Výroba je však mnohem dražší, i když produkt pak může dosáhnout značné čistoty.

## Reakce
Silicid křemičitý reaguje s kyselinou chlorovodíkovou za vzniku silanu, SiH4:

Mg2Si + 4HCl → 2MgCl2 + SiH4

Za pokojových teplot nereaguje s vodou, ale za zvýšených teplot reaguje velice obdobně.

Silan pak reaguje se vzduchem a samovznítí se, je-li reakce prováděna v kádince, vznikající bubliny se vzněcují až explodují.

## Použití
Tato látka se používá na laboratorní výrobu silanu a dá se používat i na výrobu jiných silicidů.

Silan se pak užívá na organické syntézy a na výrobu silikonů.